# Iwan Jakubowski

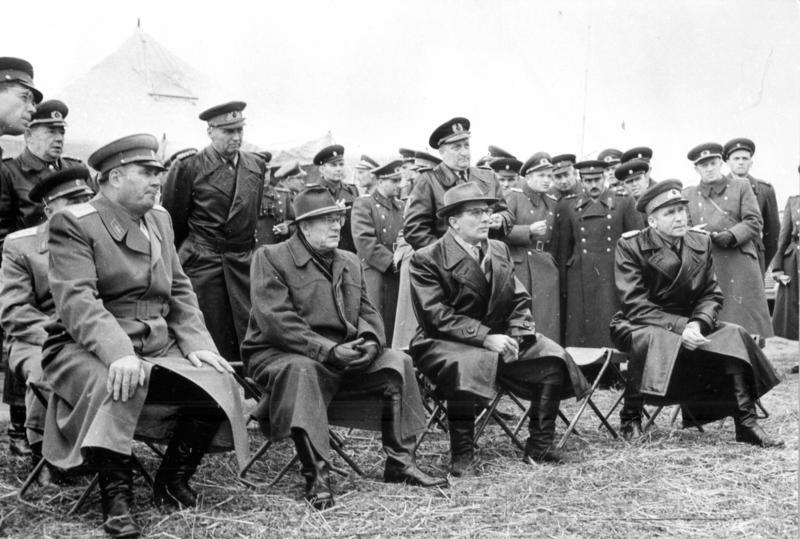
Od prawej siedzą: Heinz Hoffmann, Otto Grotewohl, Erich Honecker, Iwan Jakubowski; 14 października 1960

Iwan Ignatiewicz Jakubowski (ros. Иван Игнатьевич Якубовский; ur. 25 gru. 1911?/7 stycznia 1912 w Zajcewie w obecnym rejonie horeckim obwodu mohylewskiego, zm. 30 listopada 1976 w Moskwie) – radziecki dowódca wojskowy, marszałek Związku Radzieckiego (1967), I zastępca ministra obrony ZSRR, naczelny dowódca Zjednoczonych Sił Zbrojnych Państw Stron Układu Warszawskiego, dwukrotny Bohater Związku Radzieckiego (1944, 1944) i Bohater Czechosłowackiej Republiki Socjalistycznej (1970). 

## Życiorys
Urodził się we wsi Zajcewo ówcześnie leżącej w guberni mohylewskiej w Imperium Rosyjskim (obecnie w rejonie horeckim obwodu mohylewskiego we wschodniej Białorusi). Po ukończeniu 7 klas szkoły podstawowej pracował w cegielni a następnie rozpoczął naukę w Orszańskim Technikum Pedagogicznym w Orszy.
W 1932 wstąpił do Białoruskiej Szkoły Wojskowej Broni Połączonych, którą skończył z wyróżnieniem. Następnie został skierowany do służby w 27 pułku artylerii w 27 Omskiej Dywizji Strzelców Armii Czerwonej. W 1935 ukończył Leningradzki Kurs Doskonalenia Dowódców Wojsk Pancernych im. Bubnowa i kolejno pełnił funkcje: dowódcy plutonu, baterii, kompanii czołgów w 16 Brygadzie Pancernej, szefa sztabu samodzielnego batalionu czołgów i wykładowcy w szkole piechoty.
W 1939 uczestniczył w agresji na Polskę, a następnie w wojnie zimowej z Finlandią. Po ataku Niemiec na ZSRR od początku uczestniczył w walkach kolejno jako dowódca batalionu czołgów, dowódca pułku czołgów i zastępca dowódcy brygady pancernej.
W okresie od marca do maja 1942 będąc w stopniu pułkownika formował a następnie został dowódcą 91 Brygady Pancernej. Brygada dowodzona przez niego weszła w skład 4 Armii Pancernej, później 24 Armii i 66 Armii Frontu Stalingradzkiego, a następnie 65 Armii Frontu Dońskiego i 21 Armii. W tym okresie brygada walczyła w rejonie Stalingradu. Za zasługi w tej bitwie płk Iwan Jakubowski został odznaczony Orderem „Czerwonego Sztandaru”.
Wiosną 1943 dowodzona przez Jakubowskiego 91 Brygada Pancerna weszła w skład 3 Gwardyjskiej Armii Pancernej i brała udział w następujących operacjach: orłowskiej, bitwie o Dniepr, kijowskiej, żytomiersko-berdyczowskiej. 10 stycznia 1944 za męstwo podczas forsowania Dniepru i wyzwolenia Fastowa został wyróżniony tytułem Bohatera Związku Radzieckiego.
W czerwcu 1944 mianowany zastępcą dowódcy 6 Gwardyjskiego Korpusu Pancernego a od stycznia 1945 zastępcą dowódcy 7 Gwardyjskiego Korpusu Pancernego, w tym czasie uczestniczył w operacjach: lwowsko-sandomierskiej, sandomiersko-śląskiej i górnośląskiej. 23 września 1944 wyróżniony po raz drugi tytułem Bohatera Związku Radzieckiego. W 1945 awansowany do stopnia generała-majora wojsk pancernych. Uczestniczył w operacji berlińskiej i praskiej. 
Po zakończeniu II wojny światowej studiował w Wojskowej Akademii Sztabu Generalnego im. K. J. Woroszyłowa, którą ukończył w 1948. Po jej ukończeniu został dowódcą dywizji pancernej, a następnie dowódcą wojsk pancernych i zmechanizowanych Leningradzkiego Okręgu Wojskowego, Przykarpackiego Okręgu Wojskowego a następnie dowódcą 1 Gwardyjskiej Armii Pancernej w Dreźnie. 
Od lipca 1957 do kwietnia 1960 i od sierpnia 1961 do stycznia 1962 był I zastępcą głównodowodzącego Grupy Wojsk Armii Radzieckiej w NRD, a od kwietnia 1960 do sierpnia 1961 i od stycznia 1962 głównodowodzącym tej grupy. W 1965 mianowany dowódcą Kijowskiego Okręgu Wojskowego. 
W 1967 mianowany I zastępcą ministra obrony ZSRR, a w lipcu 1967 równocześnie dowódcą naczelnym Zjednoczonych Sił Zbrojnych Państw Stron Układu Warszawskiego, którą to funkcję pełnił do śmierci. 12 kwietnia 1967 mianowany marszałkiem Związku Radzieckiego. 
Zmarł 30 listopada 1976 w Moskwie i został pochowany na Cmentarzu przy Murze Kremlowskim.

## Awanse
- pułkownik – 30 listopada 1942
- generał-major wojsk pancernych – 20 kwietnia 1945
- generał-porucznik wojsk pancernych – 3 sierpnia 1953
- generał-pułkownik – 18 lutego 1958
- generał armii – 27 kwietnia 1962
- marszałek Związku Radzieckiego – 12 kwietnia 1967

## Odznaczenia i wyróżnienia
- Medal Złota Gwiazda Bohatera Związku Radzieckiego – dwukrotnie (10 stycznia 1944, 23 września 1944)
- Order Lenina – czterokrotnie (10 stycznia 1944, 6 stycznia 1962, 22 lutego 1968, 6 stycznia 1972)
- Order Czerwonego Sztandaru – czterokrotnie (21 lipca 1942, 14 lutego 1943, 30 sierpnia 1944, 21 sierpnia 1953)
- Order Suworowa II klasy – dwukrotnie (6 kwietnia 1945, 31 maja 1945)
- Order Wojny Ojczyźnianej I klasy (21 sierpnia 1943)
- Order Czerwonej Gwiazdy (6 listopada 1947)
- Order „Za służbę Ojczyźnie w Siłach Zbrojnych ZSRR” III klasy (30 kwietnia 1975)
- Medal „Za zasługi bojowe”
- Medal 100-lecia urodzin Lenina
- Medal „Za obronę Moskwy”
- Medal „Za obronę Stalingradu”
- Medal „Za zdobycie Berlina”
- Medal „Za wyzwolenie Pragi”
- Medal „Za zwycięstwo nad Niemcami w Wielkiej Wojnie Ojczyźnianej 1941–1945”
- Medal jubileuszowy „Dwudziestolecia zwycięstwa w Wielkiej Wojnie Ojczyźnianej 1941–1945”
- Medal jubileuszowy „Trzydziestolecia zwycięstwa w Wielkiej Wojnie Ojczyźnianej 1941–1945”
- Medal jubileuszowy „XX lat Robotniczo-Chłopskiej Armii Czerwonej”
- Medal jubileuszowy „30 lat Armii Radzieckiej i Floty”
- Medal jubileuszowy „40 lat Sił Zbrojnych ZSRR”
- Medal jubileuszowy „50 lat Sił Zbrojnych ZSRR”
- Honorowa Broń ze Złotym Godłem Państwowym ZSRR (22 lutego 1968)
- Złota Gwiazda Bohater Czechosłowackiej Republiki Socjalistycznej (28 kwietnia 1970)
- Order Klementa Gottwalda (CSSR)
- Order Karla Marksa (NRD)
- Krzyż Komandorski z Gwiazdą Orderu Odrodzenia Polski - 1968
- Krzyż Komandorski Orderu Odrodzenia Polski - 1973
- Order Krzyża Grunwaldu III klasy (Polska) - 1946
- Honorowe obywatelstwo Opola - 1968[4]
- I inne